# 린다 캐쉬
린다 캐시(Linda Kash, 1961년 1월 17일 ~ )는 캐나다의 배우이다.
몬트리올에서 태어났다.

## 출연 작품
- 리틀 이태리 (2018년) - 어밀리아 캠폴리 역
- 러닝 메이트 (2011년)
- 서비튜드 (2011년) - 바브 역
- 스카이러너스 (2009년)
- 레스 댄 카인드 (2008년)
- 러브 그루 (2008년)
- 아직 멀었어요? 2 (2007년) - 미시즈 루니 역
- 웨딩 워즈 (2006년)
- 맨 오브 더 이어 (2006년)
- 롭슨 암스 (2005년)
- 신데렐라 맨 (2005년) - 루실 굴드 역
- 풀-코트 미라클 (2003년)
- 사관생도 켈리 (2002년)
- 시스터 메리 익스플레인 잇 올 (2001년)
- 베스트 쇼 (2000년)
- 라이프 인 어 데이 (1999년)
- 어니스트 8 - 아프리카 가다 (1997년)
- 어반 사파리 (1996년)
- 거프만을 기다리며 (1996년)
- 어니스트 6 - 학교 가다 (1994년)
- 어니스트 5 - 돌아오다 (1993년)

### 텔레비전
- 사브리나 - TV 시리즈 (1996년)